# Ферхмин, Альберт Романович

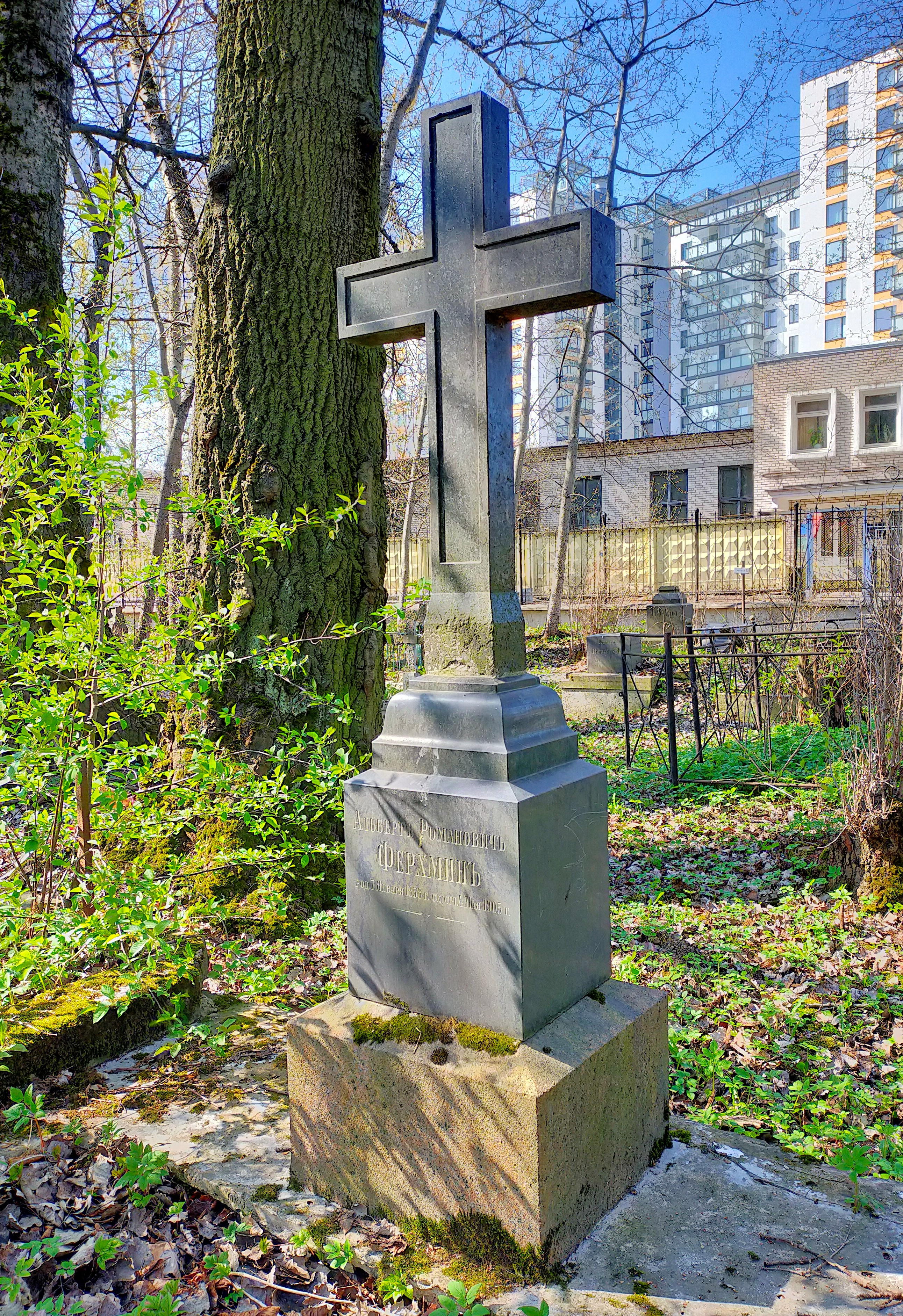
Могила А. Р. Ферхмина на Смоленском лютеранском кладбище

Альберт Романович Ферхмин (7 января 1858, Вильна — 17 [30] мая 1905, Санкт-Петербург) — российский геолог и почвовед. Один из создателей первой почвенной карты Европейской России. Участник экспедиций и Докучаевской школы почвоведения.

## Биография
Родился в 1858 году.
По окончании виленской гимназии поступил на Физико-математический факультет Санкт-Петербургского университета, который и окончил в 1882 г.
По окончании курса принимал участие в почвенно-геологических исследованиях Нижегородской, а затем Полтавской губерниях под руководством проф. В. В. Докучаева.
В 1886 году работал преподавателем химии и естественной истории.
Более 20 лет работал в Департаменте земледелия, Министерстве государственных имуществ Российской империи.
Участвовал в составлении новой почвенной карты Европейской части России.
Альберт Романович Ферхмин скончался 4 (17) мая 1905 в Санкт-Петербурге, был похоронен на Смоленском лютеранском кладбище.

## Членство в организациях
- Императорское Вольное экономическое общество
- Санкт-Петербургское общество естествоиспытателей